# Liste der Bodendenkmäler in Oberschweinbach
Auf dieser Seite sind die Bodendenkmäler in der oberbayerischen Gemeinde Oberschweinbach zusammengestellt. Diese Tabelle ist eine Teilliste der Liste der Bodendenkmäler in Bayern. Grundlage ist die Bayerische Denkmalliste, die auf Basis des Bayerischen Denkmalschutzgesetzes vom 1. Oktober 1973 erstmals erstellt wurde und seither durch das Bayerische Landesamt für Denkmalpflege geführt wird. Die folgenden Angaben ersetzen nicht die rechtsverbindliche Auskunft der Denkmalschutzbehörde.

## Bodendenkmäler der Gemeinde Oberschweinbach

### Bodendenkmäler in der Gemarkung Günzlhofen
| Lage                  | Objekt | Akten-Nr.     | Bild           |
| --------------------- | --- | ------------- | -------------- |
| Günzlhofen (Standort) | Untertägige spätmittelalterliche und frühneuzeitliche Befunde im Bereich der Katholischen Pfarrkirche St. Margaretha in Günzlhofen. | D-1-7732-0146 | weitere Bilder |
| Günzlhofen (Standort) | Abgegangenes Hofmarkschloss des späten Mittelalters und der frühen Neuzeit (Schloss Günzlhofen). Siehe auch: Schloss Günzlhofen     | D-1-7732-0148 |                |
| Günzlhofen (Standort) | Doppeltes Grabenwerk des Jungneolithikums.                                                                                          | D-1-7732-0163 |                |

### Bodendenkmäler in der Gemarkung Oberschweinbach
| Lage                                    | Objekt | Akten-Nr.     | Bild           |
| --------------------------------------- | --- | ------------- | -------------- |
| Oberschweinbach (Standort)              | Burgstall des hohen oder späten Mittelalters. | D-1-7732-0039 |                |
| Oberschweinbach (Standort)              | Grabhügel vorgeschichtlicher Zeitstellung. | D-1-7732-0040 |                |
| Oberschweinbach Kajetanweg 5 (Standort) | Untertägige mittelalterliche und frühneuzeitliche Befunde im Bereich von Schloss und Schlosskapelle Spielberg und ihrer Vorgängerbauten. Siehe auch: Kloster Spielberg | D-1-7732-0149 | weitere Bilder |